# Mittelschnegel
Der Mittelschnegel (Mesolimax brauni) ist eine Nacktschneckenart aus der Familie der Ackerschnecken (Agriolimacidae), die zur Unterordnung der Landlungenschnecken (Stylommatophora) gehört.

## Merkmale
Der Körper ist vergleichsweise schlank und erreicht eine mittlere Länge. Die maximalen Längenangaben differieren von Autor zu Autor: bis 53 mm (Durchschnitt 35 bis 40 mm) nach Wiktor (2001), bis 55 mm nach AnimalBase, bis 59,7 mm nach Yildirim und Kebapçi (2004) und bis 7 cm nach Fechter und Falkner (1990). Die Farbe variiert von olivbraun über rotbraun bis dunkelbraun. Selten kommen auch melanistische Exemplare vor. Der Mantel nimmt weniger als ⅓ der Gesamtkörperlänge ein und ist dunkler als der Körper. Das Atemloch liegt in der Mitte bis leicht hinter der Mitte des Mantelschildes. Der kurze Kiel ist meist etwas heller gefärbt. Die cremefarbene Fußsohle weist drei Längsfelder auf, das mittlere Feld ist häufig etwas dunkler und zeigt v-förmig nach hinten gerichtete Querfurchen. In den Seitenfeldern sind zwei Längsfurchen vorhanden.
Das Schalenplättchen ist recht stabil, grob rechteckig und hat gerundete Ecken und Anwachslinien. Der Nukleus liegt annähernd zentral und symmetrisch. In der Radula besitzen die Mittel- und Seitenzähne nur schlecht entwickelte sekundäre Spitzen, die Randzähne sind dagegen dolchartig. Es sind nur zwei Darmschlingen ausgebildet. Das Rectum weist kein Caecum auf, oder höchstens als kleine seitliche Anschwellung. Der Darm verläuft durch die hintere Ansatzstelle des Hauptretraktormuskels hindurch.
Im Genitalapparat ist der röhrenförmige Penis etwa halb so lang wie die Körperlänge und nicht oder nur leicht verdreht. Samenleiter (Vas deferens) und Penisretraktor setzen apikal am Penis an. Der basale Teil des Penis und ein Teil des Samenleiters sind von einer dünnen Membran umgeben. Der Ommatophorenmuskel und der Penis kreuzen sich. Die Spermathek ist oval und relativ klein, der Stiel der Spermathek ist kürzer als die Spermathek selbst. Der Eileiter ist röhrenförmig, das Atrium ist kurz.

### Ähnliche Arten
Der Mittelschnegel unterscheidet sich von der anderen Art der Gattung Mesolimax, M. escherichi Simroth, 1899, durch die meist helleren Farben (M. escherichi ist immer schwarz), durch den etwas längeren Penis, der etwa halbe Körperlänge erreicht (gegenüber dem kürzeren Penis bei M. escherichi, der nur ⅓ der Körperlänge erreicht) und durch die Seitenfelder der dreigeteilten Fußsohle, die zwei Längsfurchen aufweisen (gegenüber drei und mehr Längsfurchen bei M. escherichi). 

## Geographische Verbreitung, Lebensraum und Lebensweise
Die Art kommt auf den Ägäischen Inseln Rhodos, Lesbos und Karpathos sowie in der südwestlichen Türkei, besonders zwischen Izmir und Silifke, vor.
Die Tiere leben sehr versteckt in Felsspalten, unter Steinen, unter Laub und in dichter Vegetation. Merkwürdigerweise werden das gesamte Jahr hindurch meist nur juvenile Exemplare gefunden. Wiktor erklärt diese Beobachtung damit, dass entweder die Sterblichkeit während der Juvenilphase sehr hoch ist und nur sehr wenige Exemplare erwachsen werden, oder dass die erwachsenen Tiere den Lebensraum wechseln und/oder so versteckt leben, dass sie einfach viel seltener gefunden werden. Über die Lebensweise der Art ist wenig bekannt; zumindest juvenile Exemplare scheinen eine Tendenz zur Synanthropie zu haben. 

## Taxonomie
Die Art wurde von Carlo Pollonera 1888 erstmals beschrieben. Sie ist die Typusart der Gattung Mesolimax Pollonera, 1888. 

## Belege

### Online
- Terrestrial Slugs Web
- AnimalBase - Mesolimax brauni